# Pfarrkirche Großstelzendorf

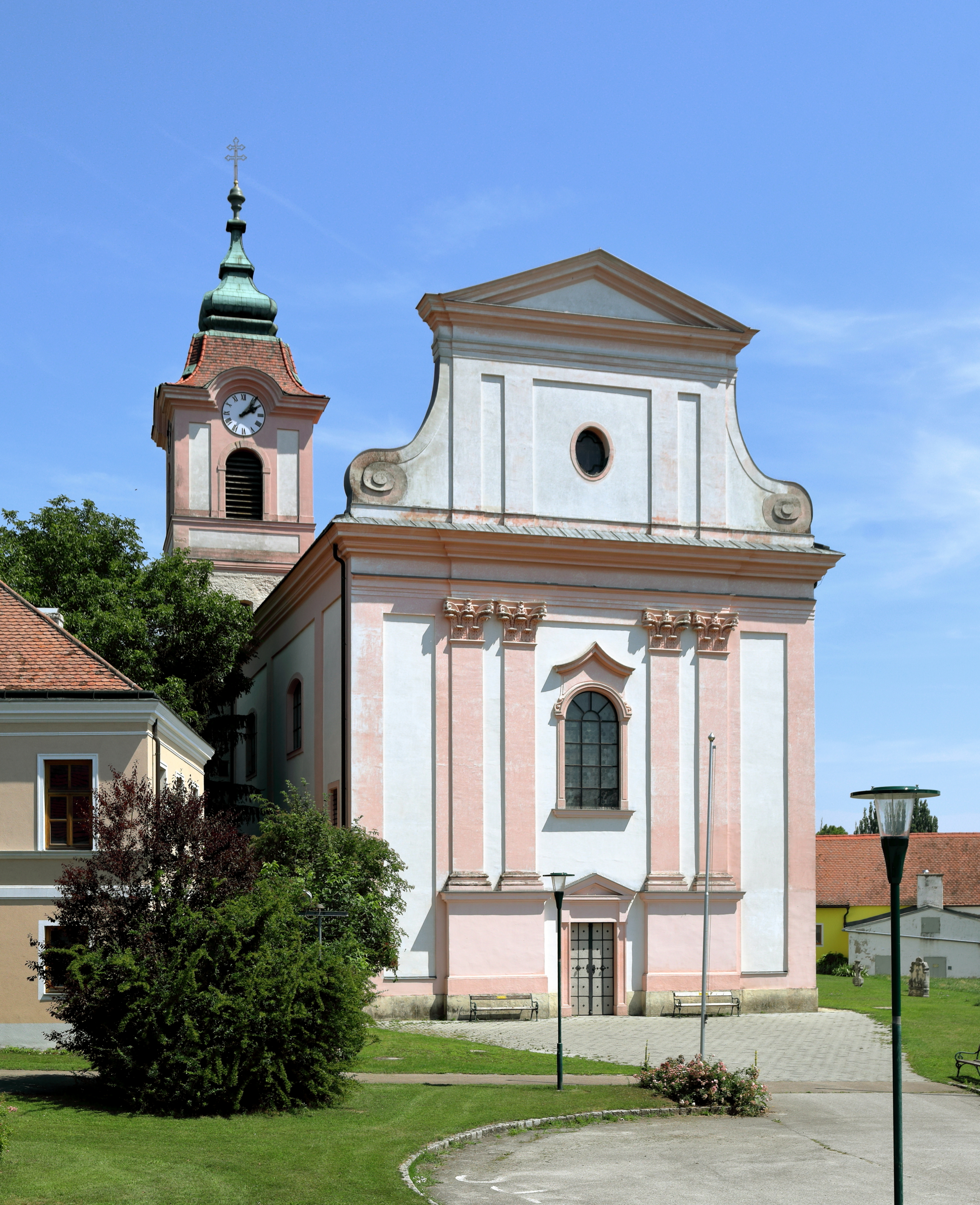
Katholische Pfarrkirche hl. Andreas in Großstelzendorf

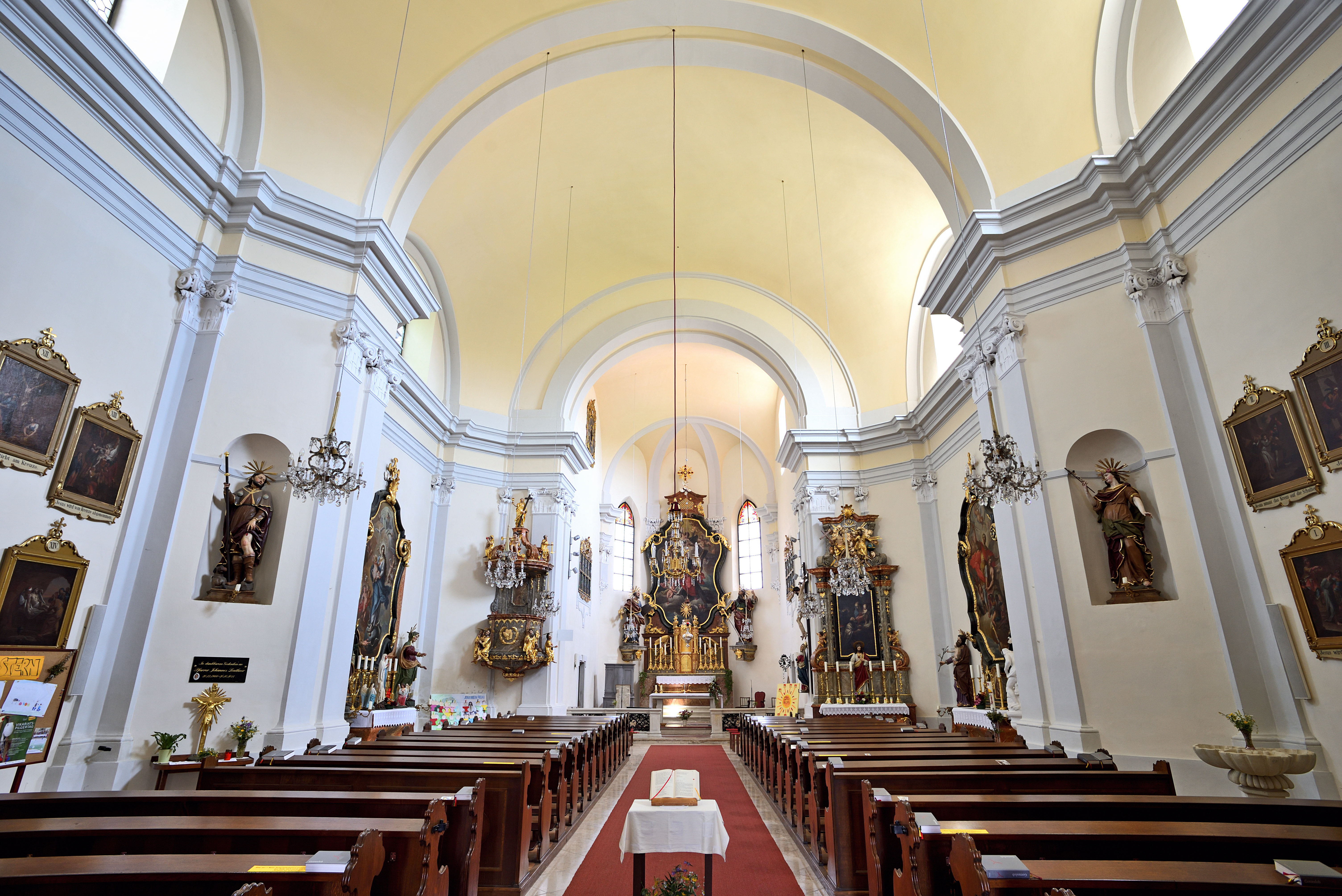
Innenansicht

Die Pfarrkirche Großstelzendorf steht am Kirchplatz im Osten des Dorfes Großstelzendorf in der Marktgemeinde Göllersdorf im Bezirk Hollabrunn in Niederösterreich. Die dem Apostel Andreas geweihte römisch-katholische Pfarrkirche gehört zum Dekanat Hollabrunn in der Erzdiözese Wien. Die Kirche steht unter Denkmalschutz (Listeneintrag).

## Geschichte
Eine Pfarre wurde in der Mitte des 14. Jahrhunderts genannt. Urkundlich wurde 1735 ein Umbau/Neubau begonnen welcher 1737 abgeschlossen wurde. Die Kirche gehört zu einer Gruppe von Schönbornschen Patronatskirchen, welche der Architekt Johann Lukas von Hildebrandt erneuert hat.

## Architektur
Das Langhaus und der Chor zeigen ein umlaufendes Gesims. Das Langhaus hat eine Blendrahmengliederung der Fassade. Die Mittelachse der Westfront wird von korinthischen Doppelpilastern auf hohen Sockeln flankiert. Der eingezogene gotische Chor mit einem Fünfachtelschluss zeigt abgetreppte Strebepfeiler und Spitzbogenfenster.
Der Turm in der nördlichen Chorecke hat fünf sich jeweils leicht verjüngende Geschoße mit Schlitzfenster und die Jahresangabe 1520, die Fenstergitter bei Erdgeschoß entstanden um 1736, das spätbarocke Schallgeschoß mit Rundbogenöffnungen, Fassadengliederung und Uhrengiebel mit einem Zwiebelhelm nennt 1737. Der Sakristei- und Oratoriumsanbau in der südlichen Chorecke entstand 1735/1737.
Die Portale haben spätbarocke Beschläge von Johann Adam Kühn um 1736.

## Ausstattung
Die Entwürfe der Altäre aus 1736/1738 wurden Johann Lukas von Hildebrandt zugeschrieben.
Die Orgel von Gottfried Sonnholz aus dem Jahr 1761 mit mehrgliedrigem Prospekt hat ein Brüstungspositiv. Die Orgel wurde 2021 durch Wolfgang Karner restauriert. Eine Glocke nennt Franz Josef Scheichel 1775. Die Sakristeiglocke entstand 1730/1740.